# 北条時頼

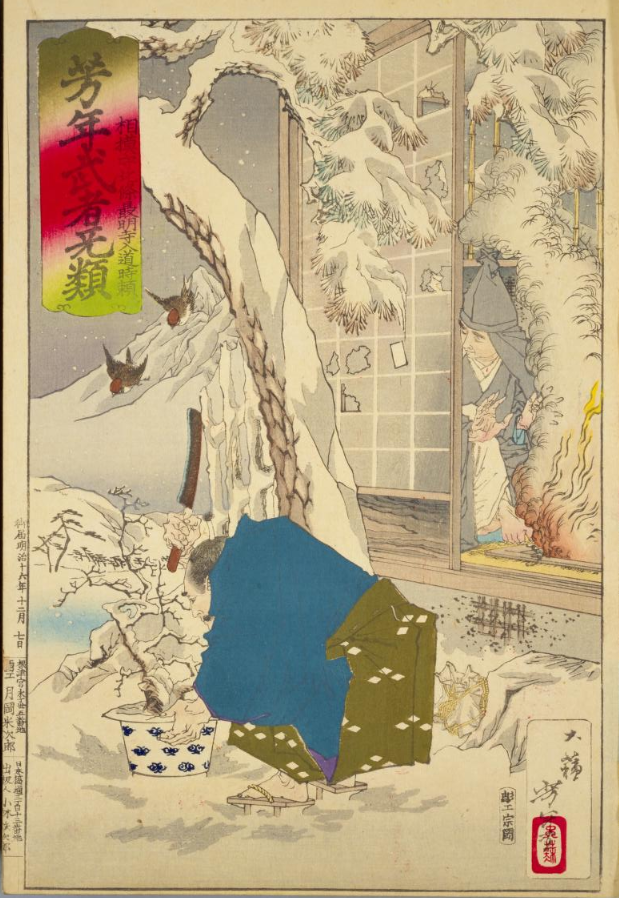
入道時頼の鉢木伝説。月岡芳年画

北条 時頼（ほうじょう ときより）は、鎌倉時代中期の鎌倉幕府第5代執権（在職：1246年 - 1256年）である。北条時氏の次男で、4代執権北条経時の弟。8代執権北条時宗らの父。通称は五郎、五郎兵衛尉、武衛、左近大夫将監、左親衛、相州、また出家後は最明寺殿、最明寺入道とも呼ばれた。

## 経歴

### 執権になるまで
幼くして父北条時氏と死別したため、祖父北条泰時に養育される。嘉禎3年（1237年）4月22日、11歳にして元服、征夷大将軍九条頼経の偏諱（「頼」の1字）を賜り、五郎時頼を名乗る。同年、泰時の意向によって鶴岡八幡宮放生会で流鏑馬を担当。延応元年（1239年）には13歳で毛利季光の娘を正室に迎えている。幼い頃から聡明で、祖父泰時にもその才能を高く評価されていた。『吾妻鏡』には、仁治2年（1241年）11月、15歳の時、三浦一族と小山一族が乱闘を起こし、兄北条経時は三浦氏を擁護したが、時頼はどちらに荷担することもなく静観し、経時は祖父泰時から行動の軽率さ、不公平を叱責され、逆に静観した時頼は思慮深さを称賛されて、泰時から褒美を貰ったというエピソードが収録されている。しかし、『吾妻鏡』の成立年代から判断して、この逸話は時頼が経時の系譜から結果として執権を強奪してしまったことを正当化するために作られた挿話の可能性があることが指摘されており、奥富敬之はこのエピソードを後世のでっち上げと断定している。その一方で、高橋慎一朗はこのエピソードで時頼が経時と違って静観という態度をとったことに、次男と兄と言う間柄から、兄に遠慮して積極的な行動を取らない立場や性格が窺えると指摘している。また、泰時から褒美として村を一つ拝領したことは史実だが、これも三浦と小山の諍いに対して適切な行動をしたことに対する褒美ではなく、日頃の恪勤に対する泰時のねぎらいからの褒美であった。
仁治3年（1242年）に泰時が死去すると経時が後を継ぎ執権となる。時頼は寛元元年（1243年）に左近将監、寛元2年（1244年）に従五位上と昇進。この頃から経時が病気となり、重篤になってゆく。寛元3年（1245年）、時頼は鶴岡八幡宮の大鳥居の検分を行っている。病状芳しくない経時の代理として、時頼が本来執権が担当するべき大事な仕事を代行したと考えられる。寛元4年（1246年）になると経時の病状はさらに悪化し、その結果、一門、重臣達による、「神秘の御沙汰」と呼ばれる秘密会議が行われ、時頼は兄経時から執権職を譲られる。なお、奥富敬之は、時頼が重篤の経時を無理矢理引退に追い込んで権力を掌握したと推論しているが、高橋慎一朗は、当時の時頼にそこまでの政治力はなく、自分に執権の座が回ってくるように手配できたかは疑わしいと懐疑的な見解を述べている。経時には二人息子がいたが、執権は時頼に譲られることとなった。高橋慎一朗は、まだ息子二人が幼いことを憂慮した経時が、自分の意向で弟時頼へ執権を譲ったと推測している。その後経時は出家し、程なく病死した。

### 執権時代
執権へ就任した時頼だが、この当時、幕府の政治の中枢にある評定衆のメンバーの大半が、庶流から後を継いだ時頼を支持していなかった。それから1ヵ月後、前将軍頼経を始めとする反北条勢力が勢い付き、寛元4年（1246年）5月には頼経の側近で北条氏の一族であった名越光時（父時氏の従兄弟）が頼経を擁して戦を準備するという非常事態が発生したが、これを時頼は鎮圧するとともに反得宗勢力を一掃し、7月には頼経を京都に強制送還した（宮騒動）。これによって執権としての地位を磐石なものとしたのである。
翌年、宝治元年（1247年）には外戚の安達氏と協力して、有力御家人であった三浦泰村一族を鎌倉に滅ぼした（宝治合戦）。続いて千葉秀胤に対しても追討の幕命を下し、上総国で滅ぼした。これにより、幕府内において反北条氏傾向の御家人は排除され、北条氏得宗の独裁政治が強まることになった。一方で祖父泰時の異母弟で六波羅探題の北条重時を空位になっていた連署に迎え、三浦方に付いた季光の娘を離縁して重時の娘葛西殿と結婚。時宗、宗政を儲けている。
建長4年（1252年）には第5代将軍藤原頼嗣を京都に追放して、新たな将軍として後嵯峨天皇の皇子である宗尊親王を擁立した。これが、親王将軍の始まりである。
しかし時頼は、独裁色が強くなるあまりに御家人から不満が現れるのを恐れて、建長元年（1249年）には評定衆の下に引付衆を設置して訴訟や政治の公正や迅速化を図ったり、京都大番役の奉仕期間を半年から3か月に短縮したりするなどの融和政策も採用している。さらに、庶民に対しても救済政策を採って積極的に庶民を保護している。家柄が低く、血統だけでは自らの権力を保障する正統性を欠く北条氏は、撫民・善政を強調し標榜することでしか、支配の正統性を得ることができなかったのである。

### 晩年と最期

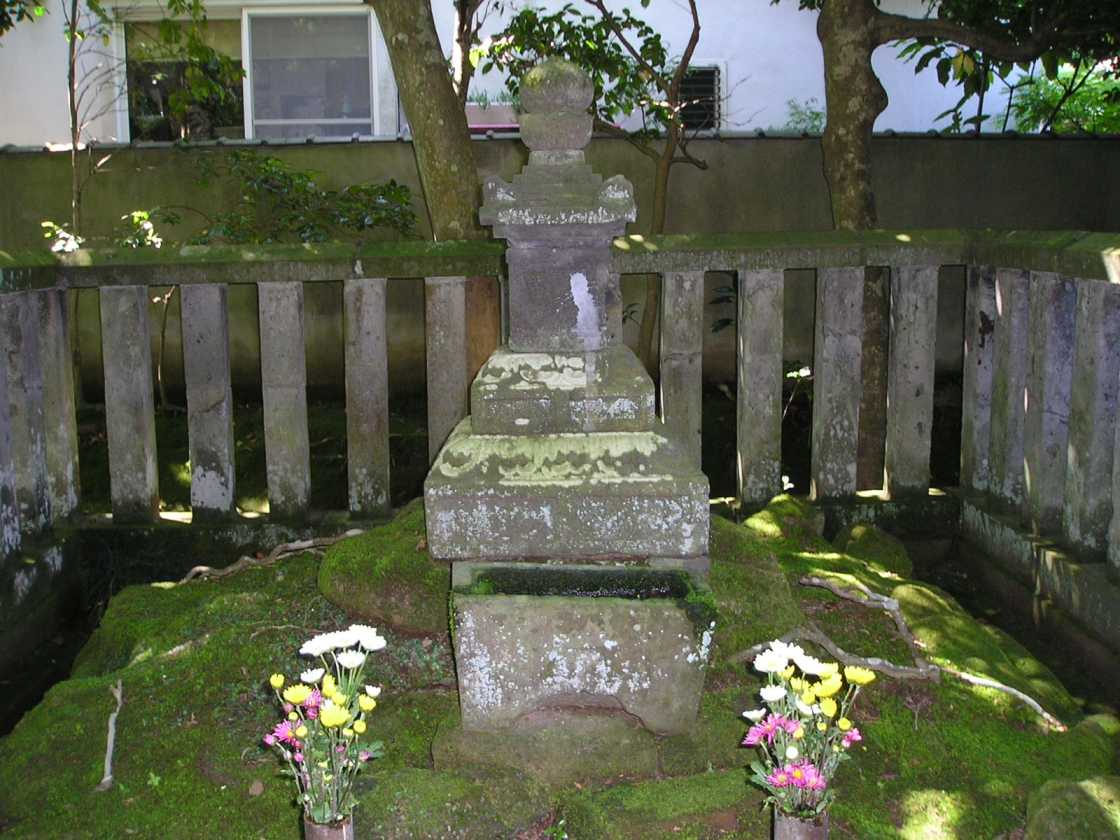
北条時頼の墓（明月院）

康元元年（1256年）3月11日、連署の重時が辞任して出家した。このため3月30日に重時の異母弟北条政村を新しい連署に任命した。7月、時頼は内々のうちに出家の準備を始めた。8月11日には庶長子時輔が元服した。9月15日、当時流行していた麻疹にかかり、9月25日に時頼は回復したが、娘も同じ病気にかかって10月13日に早世した。
11月3日、時頼は赤痢にかかった。11月22日に小康状態となったため、時頼は執権職を初め、武蔵国務・侍所別当・鎌倉小町の邸宅を義兄の北条長時に譲った。この時、嫡子の時宗はまだ6歳という幼児であったため、「眼代」（代理人）として長時に譲ったとされている。11月23日の寅刻（午前4時頃）、時頼は最明寺で出家し、覚了房道崇と号した（最明寺入道ともいわれる）。
ただし引退・出家したとはいえ、幕府の実権は依然として時頼の手にあった。このため、出家引退の目的は嫡子時宗への権力移譲と後継者指名を明確にするためで、朝廷と同じ院政という状況を作り上げることだったとされている。時頼の出家と同時に結城朝広・結城時光・結城朝村・三浦光盛・三浦盛時・三浦時連・二階堂行泰・二階堂行綱・二階堂行忠らが後を追って出家したが、これは幕府の許可しないうちに行なわれたため、出仕停止の処分を受けた。11月30日、時頼は逆修の法要を行なって死後の冥福を祈り、出家としての立場を明確にした。
康元2年（1257年）1月1日、幕府恒例の儀式は全て時頼が取り仕切り、将軍の宗尊親王も御行始として時頼屋敷に出かけた。これは時頼が依然として最高権力者の地位にあったことを示している。2月26日には時宗の元服が行なわれた。この2年後には時宗の同母弟宗政も元服し、さらにその2年後には時宗・宗政・時輔・宗頼の順に子息の序列を定めた。これは正室と側室の子供の位置づけを明確にし、後継者争いを未然に防ぐ目的があった。
このように引退したにもかかわらず、時頼が政治の実権を握ったことは、その後の北条氏における得宗専制政治の先駆けとなった。時頼と重時は引退したとはいえ、それは名目上のことでしかなく、幕府の序列は相変わらず1、2位であった。つまり時頼の時代に私的な得宗への権力集中が行なわれて執権・連署は形骸化したのである。
弘長3年（1263年）11月8日に『吾妻鏡』に時頼の病気の悪化を示唆する記事がある。このため、これ以前から重病であったと推測される。このため、時頼の回復のための様々な祈祷が行なわれ、等身大の千手観音菩薩像が供養された。11月13日、時頼の病状は深刻になり、様々な祈祷を総動員して病気治癒が祈られた。しかし11月19日には危篤となり、時頼は心静かに臨終を迎えるため翌日最明寺北亭に移り、看病のために傍に控える7人の家臣以外には見舞いに駆けつけることを禁止した。
11月22日戌刻（午後8時頃）、時頼は最明寺北亭で死去した。享年37。『吾妻鏡』には臨終に際に、袈裟を纏い座禅を組み、阿弥陀如来像の前で息を引き取ったとされる。

## 評価

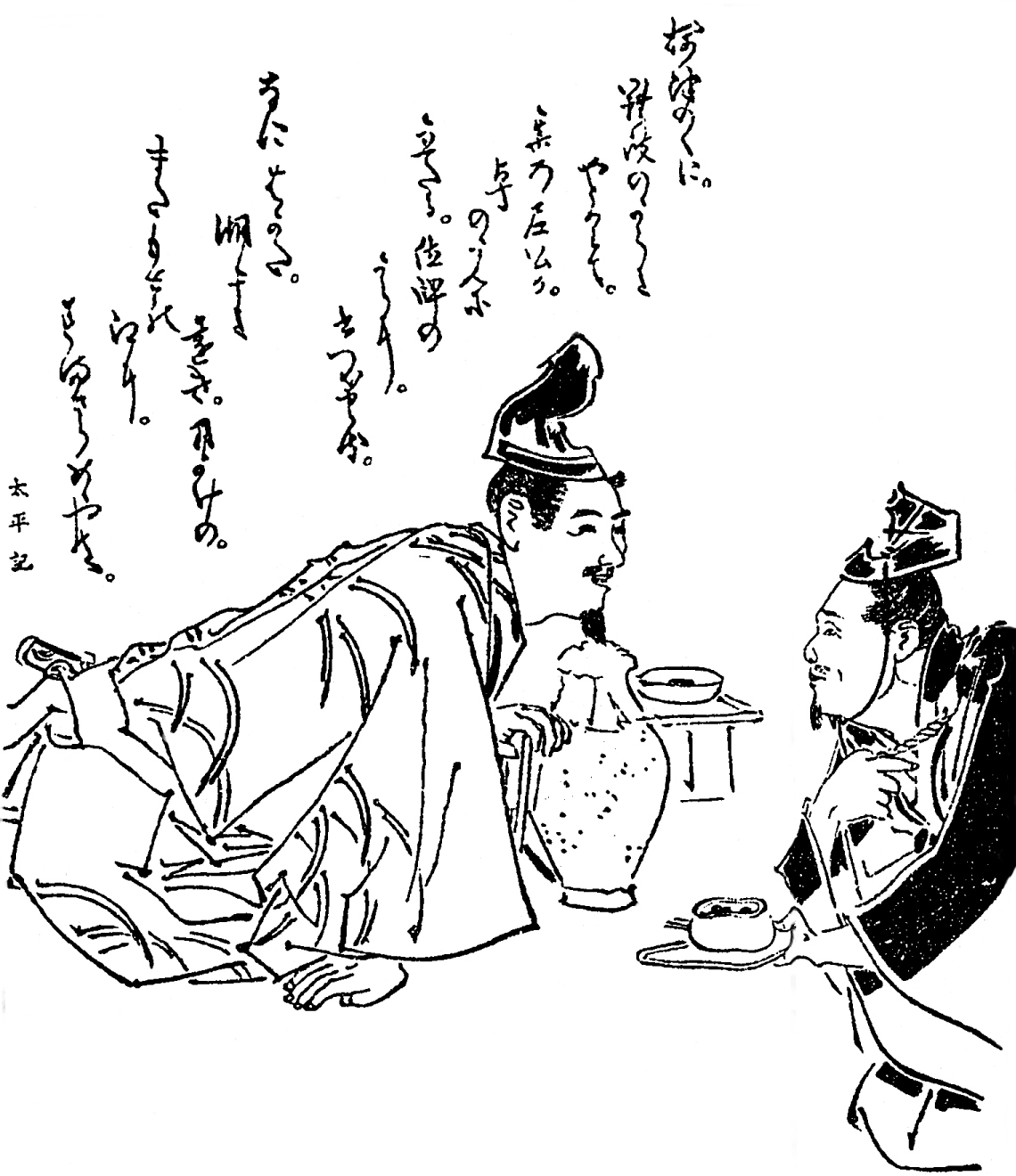
『徒然草』の時頼と大仏宣時／江戸時代『前賢故実』より。画：菊池容斎

時頼は質素かつ堅実で、宗教心にも厚い人物であった。さらに執権権力を強化する一方で、御家人や民衆に対して善政を敷いたこと（撫民）は、今でも名君として高く評価されている。直接の交流こそなかったが、無学祖元、一山一寧などの禅僧も、その人徳、為政を高く評価している。このような経緯から、能の『鉢の木』に登場する人物として有名な「廻国伝説」で、時頼が諸国を旅して民情視察を行なったというエピソードが物語られているのである。
時頼は南宋の僧侶・蘭渓道隆を鎌倉に招いて、建長寺を建立し、その後兀庵普寧を第二世にし兀庵普寧より嗣法している。宝治2-3年（1248年-1249年）にかけて、道元を鎌倉に招いている。
一方で、本居宣長などは国学者の観点から忌避し、新井白石も著作の『読史余論』の中で、「後世の人々が名君と称賛するのが理解できない」と否定的な評価を下している。
石井進は、「聖人君子である北条泰時と比較すると、強硬手段や、悪辣なことも多くやっている」、永井路子は、「二面性がある」「小説で書くと良い人だか悪い人だか分からないと言われる」と評している。高橋慎一朗は、とにかくまじめで責任感が強い、と評している。

## 系譜
- 父：北条時氏
- 母：松下禅尼…安達景盛の娘
- 妻：毛利季光の娘
- 妻：葛西殿…北条重時の娘
  - 男子：北条時宗
  - 男子：北条宗政

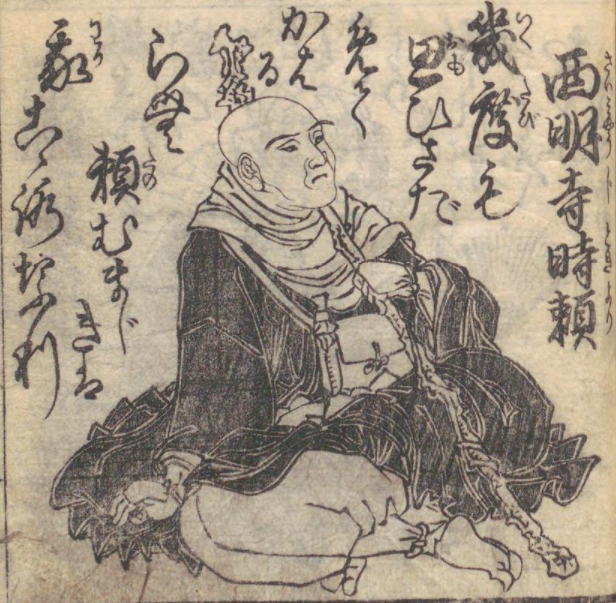
『英雄百首』の時頼。画：歌川貞秀

  - 女子…建長6年（1254年）10月6日誕生、康元元年（1256年）10月13日死去。享年3。
- 妻：讃岐局
  - 男子：北条時輔
- 妻：辻殿
  - 男子：北条宗頼
- 生母不明
  - 男子：北条宗時…相模五郎、阿曽遠江守。詳細不明。系図類のみで『吾妻鏡』に記録なし。
  - 男子：北条政頼…相模六郎、文永3年2月9日、将軍家馬引き、同年7月4日、宗尊親王帰洛に供奉[14]。
  - 男子：桜田時厳…桜田流北条氏祖。

## 官歴
※日付＝旧暦
- 嘉禎3年（1237年）4月22日、営中で元服。将軍九条頼経の偏諱を賜り[2]、時頼と名乗る。9月1日、左兵衛少尉に任官[1]。
- 仁治2年（1241年）7月、祖父泰時の健康を祈願するべく、兄の経時と共に鶴岡八幡宮にて百度詣を行う[1]。
- 寛元元年（1243年）閏7月27日、従五位下に叙し、左近衛将監に転任[1]。
- 寛元2年（1244年）3月6日、従五位上に昇叙。左近衛将監如元。
- 寛元4年（1246年）3月23日、幕府の執権となる。
- 宝治元年（1247年）7月、相模守に転任（異説：建長元年（1248年）6月14日、相模守に転任）
- 建長3年（1251年）6月27日、正五位下に昇叙。相模守如元。
- 康元元年（1256年）11月22日、執権辞職。出家し、覚了房道崇（どうすう[27]）を称す。
- 弘長3年（1263年）11月22日、卒去。享年37。法名最明寺道崇。菩提所は鎌倉市山ノ内の福源山明月院。また、静岡県伊豆の国市長岡の如意山最明寺にも分骨された墓所がある。

## 偏諱を与えた人物

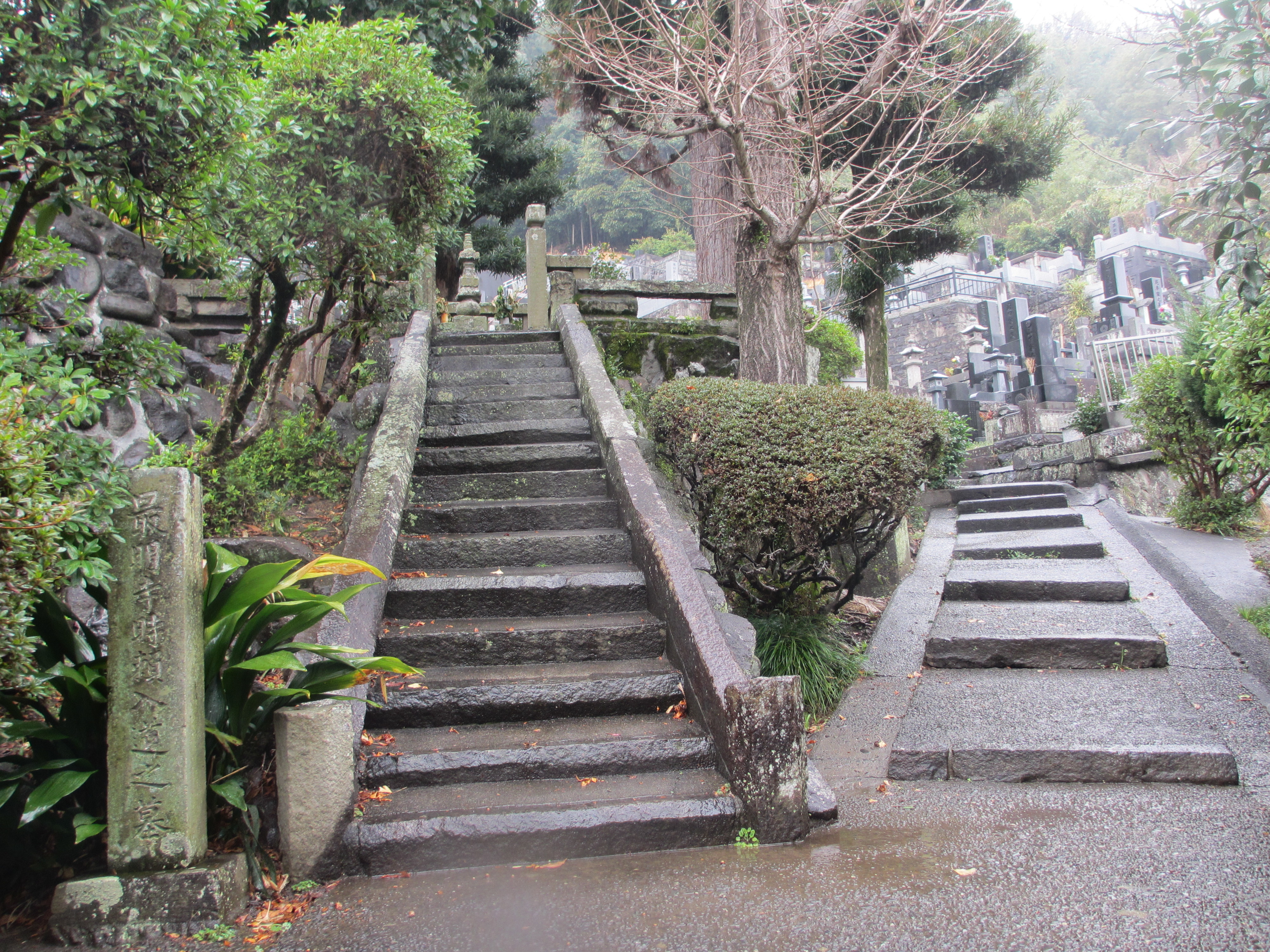
最明寺時頼入道之墓 静岡県伊豆の国市長岡1150、伊豆長岡駅近く

- 足利頼氏（甥（時頼の妹の子）、初め利氏）[28][注釈 1][30]。
- 大友頼泰（初め泰直）[注釈 2]
- 佐々木頼綱（六角頼綱）[30][注釈 3]
- 佐々頼起（佐々木頼綱の実弟）[注釈 4]
- 佐々木時清[30]
- 佐々木頼清（時清の子）[37]
- 佐々木頼泰（時清の弟、塩冶頼泰、佐々木氏義清流）[30]
- 平頼綱
- 武田時綱[38]
- 千葉頼胤[30][39]
- 長井頼重[30]
- 二階堂行頼（二階堂氏）[30]
- 二階堂頼綱（二階堂氏）[30]
- 尾藤頼景（景頼）[40]
- 平賀惟時（安芸平賀氏）[注釈 5]
- 三浦頼盛

## 関連作品
小説
- 田中弘孝『鎌倉争続 北条時頼から時宗へ』（2016年、文藝春秋企画出版部）
- 宮藤等『北条時頼公 北へ 津軽往還の記』（2019年、風詠社）

映画
- 佐野源左衛門（1918年、日活） - 演：尾上松之助
- 国難（1920年） - 演：中村吉蔵
- 国を護る者日蓮（1935年） - 演：久保春二
- 日蓮（1979年、松竹） - 演：六代目市川染五郎
- 禅 ZEN（2009年、角川映画） - 演：藤原竜也

テレビドラマ
- 北条時宗（2001年、NHK大河ドラマ） - 演：渡辺謙